# Strange Time
Strange Time (с англ. — «Странное время») — международная художественная выставка в виртуальном пространстве, созданная украинским художником Степаном Рябченко в рамках творческого объединения «Арт Лаборатория». Проект был запущен 7 мая 2020 года в период COVID-19 карантина как интернет-сайт, развивающийся по принципу живого организма, пополняясь работами художников со всего мира и расширяя свои границы.

## История

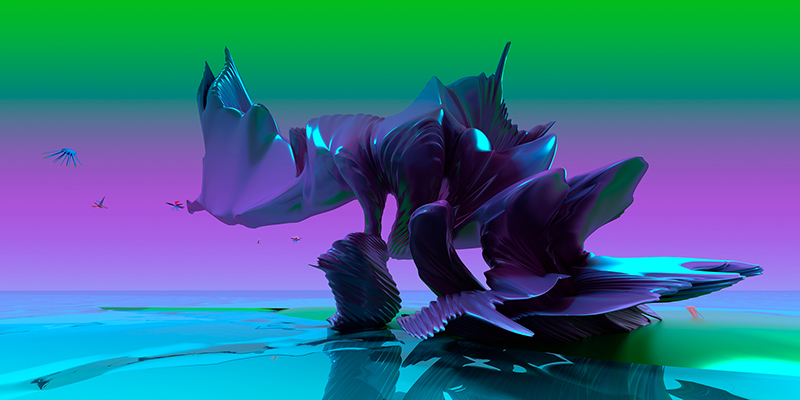
Степан Рябченко, «Охотник» (2020)

22 марта 2020 года я наводил порядок в своем архиве и встретился с работой «Розовый лис», которую создал ещё в 2018 году. В какой-то момент я открыл файл и начал с ним работать. Цвет цифрового рая неожиданно изменился, изображение главного героя приобрело иную форму, а большинство персонажей вовсе покинули пространство. Прозвучал сигнал тревоги. Так появилась работа «Охотник», а вместе с ним и первая мысль о будущем проекте. Я никогда не планировал быть куратором, но в период карантина в связи с тем, что культурная жизнь замерла, будучи цифровым художником, я решил организовать международную виртуальную выставку, к участию в которой пригласил известных художников со всего мира. Моей задачей стало желание показать, на что направлена сегодня творческая энергия и как художники разных поколений и взглядов видят и чувствуют это время. И к моей радости, ведя переговоры с каждым из участников, у меня сложилось впечатление, что они ждали этот проект, все работали и были сконцентрированы на этой же теме.
— Степан Рябченко, автор проекта

## О выставке
В центре внимания выставки Strange Time оказались не только произведения искусства, но и сам формат репрезентации художников и их работ на базе интернет-сайта, который является самоценным произведением. Название выставки «Странное время» отразило главную цель проекта: исследование времени и неоднозначности происходящего в современном мире посредством визуального языка, позиций и манифестов. Экспозиция из простого пространства репрезентации превратилась в ситуацию диалога и взаимодействия между художниками, создавая определённые связи, позиции и отношения. Проект создан как развивающийся организм, который постоянно пополняется новыми авторами и работами, расширяя свои цифровые границы. Планируется издание каталога и организация масштабной выставки в пространстве национального центра «Украинский дом» в Киеве и других институциях стран участников проекта.
Проект включает в себя раздел «Выставка», в котором работы и цитаты художников передвигаются по экрану монитора как клетки под микроскопом, образуя единую «культурную сеть». Во время поступления новых работ поле автоматически расширяется, принимая в себя новых художников. В разделе «Участники» собран структурированный архив всех авторов с кратким описанием их творческой деятельности, их произведений и размышлений относительного времени. В разделе «3 вопроса — 3 ответа» собраны интервью с участниками проекта. Все ответы размещены на общей странице, давая возможность зрителю изучить различные точки зрения и сложить общее впечатление о мироустройстве через призму художественного взгляда.

## Команда
Список приведён в соответствии с данными официального сайта из раздела команды проекта:
- Степан Рябченко — автор идеи, куратор
- Сергей Рябченко — создатель сайта, музыкального сопровождения и видео презентации проекта[13]
- Кристиан Кортегаард Мэдсен — арт-консультант
- Виктория Ким — ведущий менеджер проекта
- Вера Рябченко — координатор проекта, переводчик
- Рамси Браун — редактор

## Участники
В проекте Strange Time на данный момент принимают участие 54 автора. Выставка объединила различные взгляды и творческие подходы художников со всего мира. Участники проекта:
- lom-of-LaMa
- Алекс Юдзон
- Александр Ройтбурд
- Алёша
- Алехандро Леонхарт
- Андерс Крисар
- Андрей Сагайдаковский[укр.]
- Бриджит Бьерре
- Валентин Абад
- Василий Рябченко
- Василий Цаголов[укр.]
- Виктор Сидоренко
- Виктория Кидди
- Вильям Йорк
- Гильермо Мора
- Джанесса Кларк
- Джезу Моратьэль
- Джин Кигель
- Джулио Малинверни
- Дэвид Баскин
- Дэвид Чуприн[англ.]
- Жофруа Амараль
- Йохен Мюленбринк[нем.]
- Кенни Шарф[англ.]
- Линда Дрейпер
- Люсьен Дульфан
- Марина Скугарева
- Ник Рамаж
- Никита Сторожков
- Николай Маценко
- Николя Вионне
- Норико Окаку
- Олег Тистол
- Омри Хармелин
- Павел Керестей[англ.]
- Паоло Ариано
- Педро Матос
- Пол Кули
- Ричи Кулве
- Роберт Лаззарини[англ.]
- Роксана Джексон
- Самуэль Яблон
- Сергей Святченко
- Степан Рябченко
- Том МакФарланд
- Феликс Шрамм[англ.]
- Фернандо Молетта
- Филип Лоерш
- Ханна Халлерманн
- Хайрулла Рахим
- Эйнар Фалур Инголфссон
- Эрик Соммер[англ.]
- Юко Сой
- Якуб Хубалек